# ブランコ・ラスティグ
ブランコ・ラスティグ（Branko Lustig, 1932年6月10日 - 2019年11月14日）は、クロアチア出身の映画プロデューサー。

## 来歴
ユーゴスラビア王国（現・クロアチア）・オシエクでユダヤ人の家に生まれる。第二次世界大戦中、ナチスによってアウシュヴィッツ、次いでベルゲン・ベルゼン強制収容所に収容される。戦後、彼と母親は解放されたものの、父親や祖母など多くの親族が犠牲になった。また、解放時、彼の体重はわずか66ポンドしかなかったという。
1955年、ザグレブの映画製作会社に就職し、映画製作の仕事を始める。1988年に渡米。
1993年、『シンドラーのリスト』を製作、第66回アカデミー作品賞を受賞するなど高い評価を受けた。自身も冒頭シーンにウェイター役で出演している。2000年、『グラディエーター』でも第73回アカデミー作品賞を受賞した。
2000年代は主にリドリー・スコット監督作品をプロデュースしている。
2019年11月14日、87歳で死去。

## 主なフィルモグラフィー
- 戦争の嵐 The Winds of War (1983) テレビ映画
- 戦争と追憶 War and Remembrance (1988) テレビ映画
- ドラッグ・ウォーズ/麻薬戦争 Drug Wars: The Camarena Story (1990) テレビ映画
- ウェドロック Wedlock (1991)
- イントルーダーズ/第四の遭遇 Intruders (1992) テレビ映画
- シンドラーのリスト Schindler's List (1993)
- ピースメーカー The Peacemaker (1997)
- グラディエーター Gladiator (2000)
- ハンニバル Hannibal (2001) 製作総指揮
- ブラックホーク・ダウン Black Hawk Down (2001) 製作総指揮
- キングダム・オブ・ヘブン Kingdom of Heaven (2005) 製作総指揮
- プロヴァンスの贈りもの A Good Year (2006) 製作総指揮
- アメリカン・ギャングスター American Gangster (2007) 製作総指揮